# Bataille de Fontenoy
Vous pouvez aider à l'améliorer ou bien discuter des problèmes sur sa page de discussion.
- Certaines informations devraient être mieux reliées aux sources mentionnées dans la bibliographie ou les liens externes. Améliorez sa vérifiabilité en les associant par des références. (Marqué depuis janvier 2021)
- Il n’est pas rédigé dans un style encyclopédique. (Marqué depuis janvier 2021)
- Les sections « Anecdotes », « Autres détails », « Le saviez-vous ? », « Citations », « Autour de... », etc., peuvent être inopportunes dans les articles. Il convient, si ces faits présentent un intérêt encyclopédique et sont correctement sourcés, de les intégrer dans d’autres sections. (Marqué depuis janvier 2021)
- Il se contredit lui-même. Chiffres différents entre le paragraphes "Pertes" et l’infobox (Marqué depuis janvier 2021)

Pour les articles homonymes, voir Bataille de Fontenoy (homonymie) et Fontenoy.
Guerre de Succession d'Autriche
Batailles
- Mollwitz (04-1741)
- Chotusitz (05-1742)
- Sahay (05-1742)
- Prague (06/12-1742)
- Dettingen (06-1743)
- Cap Sicié (02-1744)
- 19 mai 1744
- Menin (05/06-1744)
- Ypres (06-1744)
- Furnes (07-1744)
- Fribourg (11-1744)
- Tournai (04/06-1745)
- Pfaffenhofen (04-1745)
- Fontenoy (05-1745)
- Hohenfriedberg (06-1745)
- Melle (07-1745)
- Gand (07-1745)
- Bruges (07-1745)
- Audenarde (07-1745)
- Termonde (08-1745)
- Ostende (08-1745)
- Nieuport (08/09-1745)
- Ath (09/10-1745)
- Soor (09-1745)
- Hennersdorf (11-1745)
- Kesselsdorf (12-1745)
- Culloden (04-1746)
- Mons (06/07-1746)
- Bruxelles (01/02-1746)
- Namur (09-1746)
- Charleroi (07/08-1746)
- Lorient (09/10-1746)
- Rocourt (10-1746)
- Cap Finisterre (1er) (05-1747)
- Lauffeld (07-1747)
- Bergen-op-Zoom (07/09-1747)
- Cap Finisterre (2e) (10-1747)
- Saint-Louis-du-Sud (03-1748)
- 18 mars 1748
- Maastricht (04/05-1748)

Campagnes italiennes
- Combat de Saint-Tropez (06-1742)
- Camposanto (02-1743)
- Villafranca (04-1744)
- Casteldelfino (07-1744)
- Velletri (08-1744)
- Madonne de l'Olmo (09-1744)
- Bassignana (09-1745)
- Josseau (10-1745)
- Plaisance (06-1746)
- Tidone (08-1746)
- Rottofreddo (08-1746)
- Gênes (1er) (12-1746)
- Gênes (2e) (07-1747)
- Assietta (07-1747)

La bataille de Fontenoy est un affrontement de la guerre de Succession d'Autriche qui se déroula le 11 mai 1745 près de Fontenoy dans les Pays-Bas autrichiens, actuellement une localité de la ville belge d'Antoing, dans la province du Hainaut, non loin de la frontière entre la Belgique et la France. Elle opposa les forces du roi de France, Louis XV, à une armée coalisée, formée de troupes des Provinces-Unies, de la Grande-Bretagne, de Hanovre et de l'Autriche, commandée par William Augustus, duc de Cumberland.
La bataille se solda par une victoire française et leur permit de reprendre la ville de Tournai, située à quelques kilomètres au nord, et sa citadelle après y avoir commencé le siège deux semaines plus tôt.

## Contexte militaire de la bataille (1744 -1745)
Le 17 mai 1744, dans le cadre de la guerre de Succession d'Autriche, l'armée de Louis XV, menée par le maréchal-duc de Noailles, envahit les Pays-Bas autrichiens et s'empare rapidement des places de Menin, Ypres, du fort de la Knocque et de Furnes.
L'année suivante, placée sous le commandement du maréchal de Saxe, l'armée française, forte de 90 000 hommes, entame le siège de la ville de Tournai, importante place militaire verrouillant la vallée de l'Escaut. Sa défense est assurée par une garnison hollandaise, commandée en 1745 par le baron Johan Adolf Van Dorth (1661-1747) et groupant 11 bataillons d'infanterie et 3 escadrons de cavalerie. Sous le couvert d'une diversion lancée vers Mons, le maréchal de Saxe rabat le gros de son armée vers Tournai qui est totalement investie le 26 avril 1745.
Leurrés par la diversion française, les généraux alliés rassemblent dans la précipitation leurs effectifs près de Bruxelles et se mettent d'abord en route le 30 avril 1745 vers Mons avant finalement d'obliquer leur marche vers Tournai.
Arrivé le 8 mai à la tête de l'armée, le roi Louis XV, accompagné du dauphin, son fils âgé de 15 ans qui devait connaître à cette occasion son baptême du feu, établit dans l'après-midi du 9 mai 1745 ses quartiers au château des Quatre Vents, à Calonne, sur la rive gauche de l'Escaut, à quelque 2 kilomètres de Fontenoy.

## Bataille

### Forces en présence
Armée française
Le maréchal Maurice de Saxe aligne dans un premier temps une force de 55 bataillons d'infanterie, de 91 escadrons de cavalerie, du corps des arquebusiers de Grassin, et de 60 pièces d'artillerie, soit quelque 45 000 hommes. Au fil du combat, ses effectifs sont renforcés par l'arrivée de nouvelles unités qui portent en définitive les effectifs français au nombre de 62 bataillons et de 123 escadrons, soit quelque 53 000 hommes,. Néanmoins, la réserve tactique, 10 000 hommes, ne participe pas à l'action. Une force de 25 bataillons d'infanterie, de 2 bataillons et demi d'artillerie et de 17 escadrons de cavalerie, aux ordres du lieutenant-général marquis de Brézé, reste postée face à la ville de Tournai, soit environ 15 000 hommes.
Coalisés
Les forces du duc William de Cumberland regroupent quelque 55 à 60 000 hommes, répartis en 65 bataillons, 76 escadrons dont 8 autrichiens, et 93 pièces d'artillerie. Ne comptant que 1 350 hommes, le contingent autrichien, aux ordres du feldmarshall Königsegg, est formé de quatre escadrons de dragons (Ferdinand de Ligne et Limbourg-Styrum), de quatre escadrons de hussards (Kàrolyi et Beleznay) et de deux compagnies franches (Bouvier et Pertuiseaux).

### Déroulement de la bataille

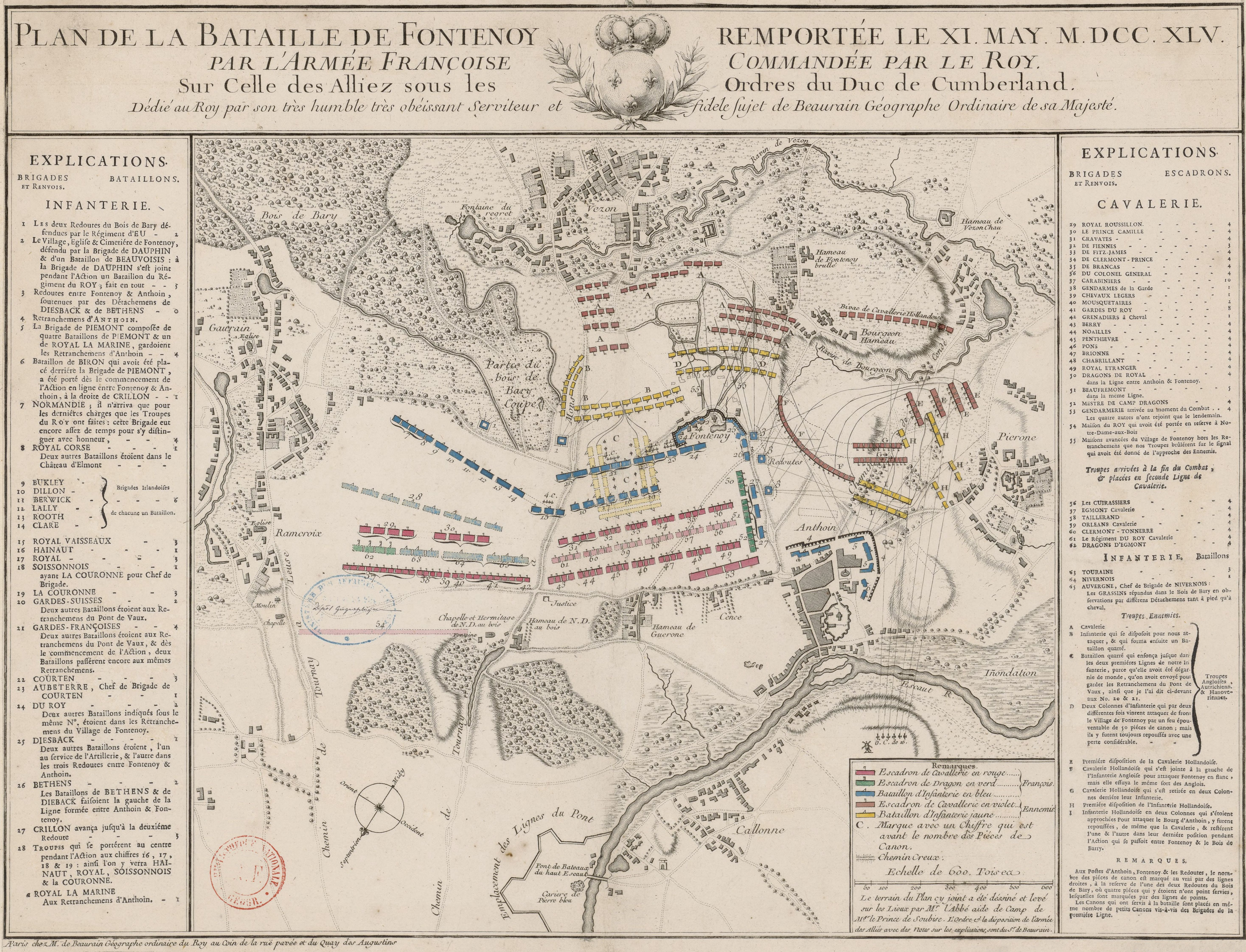
Plan de la bataille de Fontenoy, remportée par les Français le 11 mai 1745.

La bataille entre les deux armées se déroule le mardi 11 mai 1745 dans la plaine de Fontenoy, située entre Fontenoy, Antoing et Ramecroix, à 7 kilomètres au sud-est de Tournai.
Prévoyant l'arrivée de l'armée alliée, le maréchal de Saxe ordonne de construire des retranchements sur la rive droite de l'Escaut. Dès le 8 mai, le village de Fontenoy est fortifié et deux solides redoutes édifiées près de la corne du bois de Barry ; le 10 mai, trois nouvelles redoutes sont érigées entre Fontenoy et Antoing.
La bataille débute le mardi 11 mai vers les cinq heures trente du matin par des tirs d'artillerie, ouverts en premier lieu par les Hollandais. La brume matinale, enveloppant alors les deux armées, ne se dissipe toutefois que vers les six heures, entraînant un puissant duel d'artillerie dont les deux premières illustres victimes sont le lieutenant-général et duc Louis Antoine de Gramont (1689-1745) et le lieutenant-général britannique James Campbell of Lawers (1680-1745).
Informé de la présence d'un ouvrage fortifié garni d'artillerie sur la lisière du bois de Barry, le duc de Cumberland ordonne vers 5h30 au lieutenant-général Richard Ingoldsby de s'emparer de la position ennemie avec une brigade de quatre régiments d'infanterie afin de favoriser le déploiement des troupes britanniques. Apercevant les effectifs du régiment des Arquebusiers de Grassin disposés sur la lisière du bois, le brigadier-général arrête cependant son mouvement en bordure du Vieux chemin de Mons et y tient un conseil de guerre avec ses officiers. Redoutant la présence d'une importante force ennemie, il envoie demander un support d'artillerie. À cause du mauvais état des chemins, les canons ne rejoignent que fort tardivement la position du brigadier-général Ingoldsby, lui interdisant dès lors toute avance victorieuse sur un terrain à présent découvert et placé sous les tirs directs de batteries françaises disposées entre Fontenoy et le bois de Barry. Irrité de l'inaction du brigadier-général Ingoldsby, le duc de Cumberland fait suspendre l'action de cette brigade vers les sept heures du matin et en rattache les effectifs à l'aile droite alliée, commandée par le lieutenant-général hanovrien Ilten. Pour son inaction manifeste, le duc de Cumberland fera mettre en accusation Richard Ingoldsby à Lessines et le fera juger en juillet 1745, à Dieghem, près de Bruxelles, par une cour martiale, présidée par le général John Murray, second Lord Dunmore (1685-1752) qui le suspendra « de paie et de service au bon gré de son Altesse royale ». L'infortuné brigadier sera dès lors désigné à l'opinion publique comme le principal artisan de la défaite des Britanniques lors de la journée de Fontenoy,.
À la suite de nombreux retards dans le déploiement des troupes alliées, les premières attaques de la journée ne débutent que vers les neuf heures du matin. Sur l'aile gauche alliée, les troupes hollandaises, positionnées entre Fontenoy et Antoing, mènent d'abord deux attaques, l'une sur Fontenoy, par le prince de Waldeck, et la seconde, sur Antoing, commandée par le lieutenant-général Cronström. Les deux attaques échouent lamentablement sous les tirs de la puissante artillerie française disposée de Fontenoy à Antoing. Opportunément placée la veille près du moulin de Bruyelle, de l'autre côté de l'Escaut, une batterie de canons de 16 livres achève de semer la confusion dans les rangs hollandais. Vers les 10 heures, une seconde attaque, livrée contre le village de Fontenoy, et soutenue par des troupes hanovriennes et britanniques, est à nouveau repoussée, forçant les Hollandais à adopter une attitude désormais passive,.
Vers 10h30, le duc de Cumberland ordonne pour sa part à ses troupes d'attaquer par le nord de Fontenoy, entre ce village et la lisière du bois de Barry. Disposés sur trois lignes, les bataillons Anglo-hanovriens, groupant quelque 15 à 16 000 hommes, s'avancent vers les positions françaises en remontant un sol légèrement pentu, le célèbre « ravin » de Fontenoy. Vers les onze heures, ils apparaissent face à la première ligne française, après avoir subi de lourdes pertes occasionnées par l'artillerie ennemie. Cette phase du combat aurait donné lieu à une anecdote légendaire, popularisée par Voltaire dans un ouvrage historique, paru en 1756. Invité à ouvrir le feu en premier par Sir Charles Hay , officier du 1er bataillon des Gardes anglaises, le comte Joseph-Charles-Alexandre d'Anterroches (1710-1785), officier français des Gardes-françaises, lui aurait rétorqué : « Monsieur, nous n'en ferons rien ! Tirez vous-mêmes ! » Cette anecdote, ne reposant que sur la seule version de Voltaire, est historiquement invérifiable. Il était cependant d'usage lors des batailles de se proférer des moqueries, voire des insultes, pour forcer l'adversaire à ouvrir un feu disparate et se retrouver en état de faiblesse. Une seule lettre de Sir Charles Hay, écrite à son frère, trois semaines après le combat, fait référence à un tel comportement lors de la bataille de Fontenoy. S'avançant à la tête de son unité, il aurait sorti de son habit une petite flasque d'alcool et porté un toast moqueur à l'égard des Gardes-françaises, surnommés « les canards du Main » depuis leur piteuse conduite à la bataille de Dettingen en 1743. Quoi qu'il en soit, la tradition populaire ne devait retenir du légendaire dialogue, transcrit par Voltaire, qu'une citation déformée, sous la forme de : « Messieurs les Anglais, tirez les premiers ! » et faire de Fontenoy l'exemple type de la guerre en dentelles.

Les témoignages historiques révèlent que les premiers tirs furent l'œuvre des troupes françaises et que, répliquant avec méthode, les troupes britanniques foudroyèrent de leurs tirs nourris les premiers rangs ennemis et les refoulèrent. Une brèche de quelque 250 mètres de largeur s'ouvrit dès lors, permettant aux Britanniques de pénétrer dans le périmètre français. L'héroïque résistance des défenseurs de Fontenoy et des abords de la redoute du bois de Barry, jointe aux charges de la première ligne de cavalerie française, eurent toutefois pour conséquence de bloquer l'avance ennemie et forcèrent les Britanniques à se réorganiser après un léger repli et à se redéployer sous la forme d'un rectangle fermé sur trois côtés. Vers midi, une nouvelle contre-attaque française, menée de façon disparate, connut un échec sanglant qui suscita un vent de panique dans l'entourage du roi Louis XV. Avec courage et détermination, le roi de France refusa cependant de quitter le champ de bataille. Malgré leur nouvelle avance, les troupes britanniques se retrouvèrent néanmoins immobilisées sur la plaine de Fontenoy et privées de tout appui militaire hollandais sur l'aile gauche alliée. Voyant apparaître vers 13 heures les premiers renforts français conduits par Lowendal, le duc de Cumberland n'eut bientôt plus d'autre choix que d'ordonner un repli sur Vezon. Peu après 13 heures, une contre-attaque générale fut menée de façon unie par les troupes françaises ; canonnée par une batterie de quatre pièces tirant à mitraille, éperonnée sur les flancs par les assauts français et chargée de front par l'ensemble de la cavalerie française et les prestigieux corps de la Maison du roi, la colonne britannique n'eut d'autre choix qu'un rapide repli, mené cependant avec ordre et méthode. Formant la tête du dispositif britannique, la brigade des Gardes anglaises ne se replia qu'en dernier lieu et au prix de très nombreuses victimes. Vers les deux heures de l'après-midi, le maréchal de Saxe ordonna la fin des combats, les troupes britanniques s'étant ralliées près de Vezon. Au cours des derniers assauts, le régiment irlandais de Bulkeley fut la seule unité de l'armée française à s'emparer d'un drapeau du second bataillon des Gardes anglaises,,. Au cours du combat, le régiment de Noailles-cavalerie perdit un étendard, conquis par le régiment hanovrien Oberg. La bataille prit ainsi fin vers 14 heures ; une heure plus tard, les derniers éléments hollandais quittèrent le champ de bataille. Les forces alliées se replièrent au cours de la soirée et de la nuit vers la place d'Ath. Au terme du combat, les Français s'emparèrent de 36 pièces de l'artillerie alliée et de 150 à 180 caissons. Sur base d'une recherche approfondie de l'historien belge Alain Tripnaux, les pertes des deux armées s'établissent à quelque 14 800 - 15 000 tués et blessés, dont  environ 7 500 Alliés et 7 300 Français. 

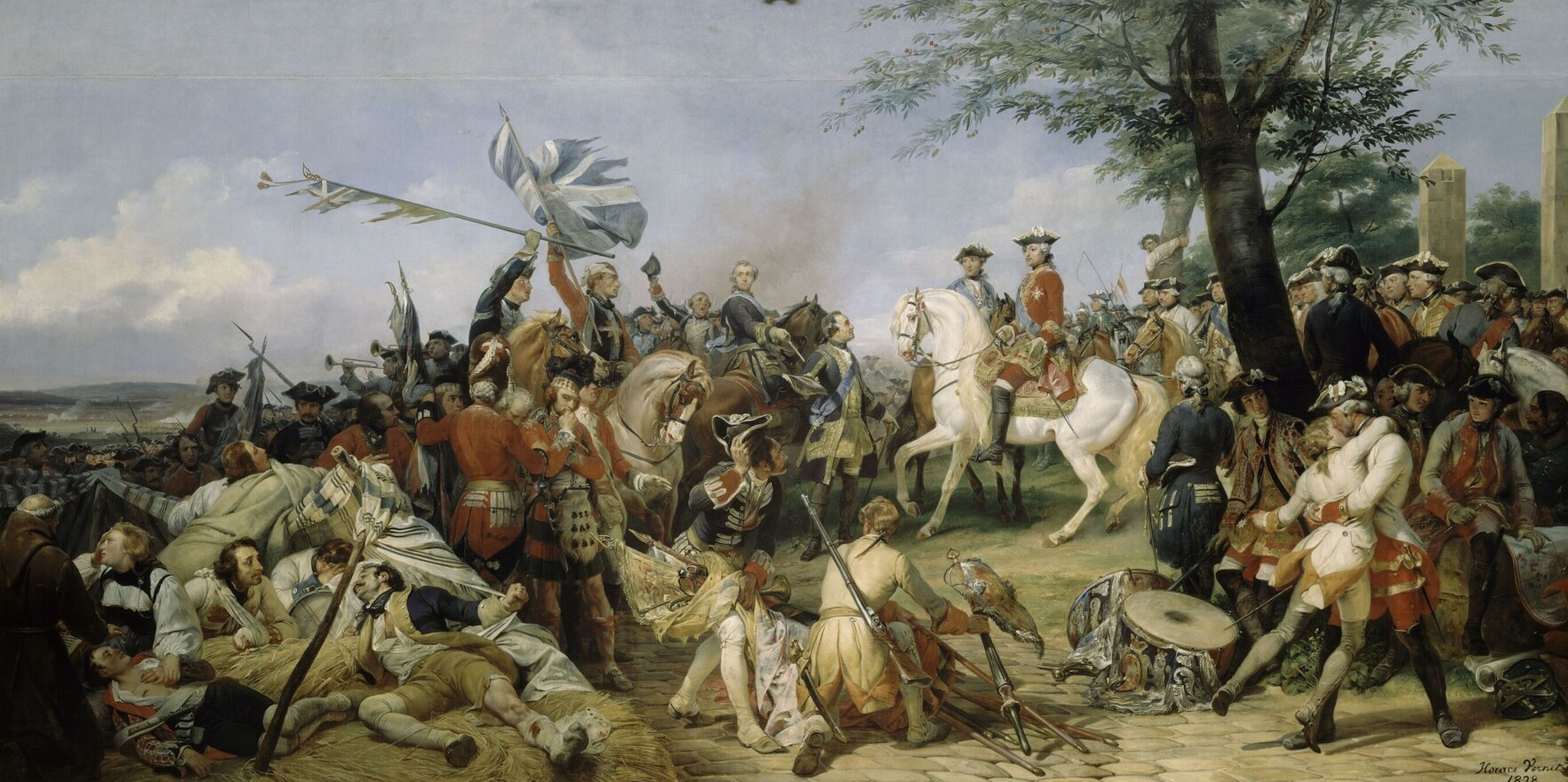
Bataille de Fontenoy, 11 mai 1745
Horace Vernet, 1828
Musée de l'Histoire de France (Versailles).

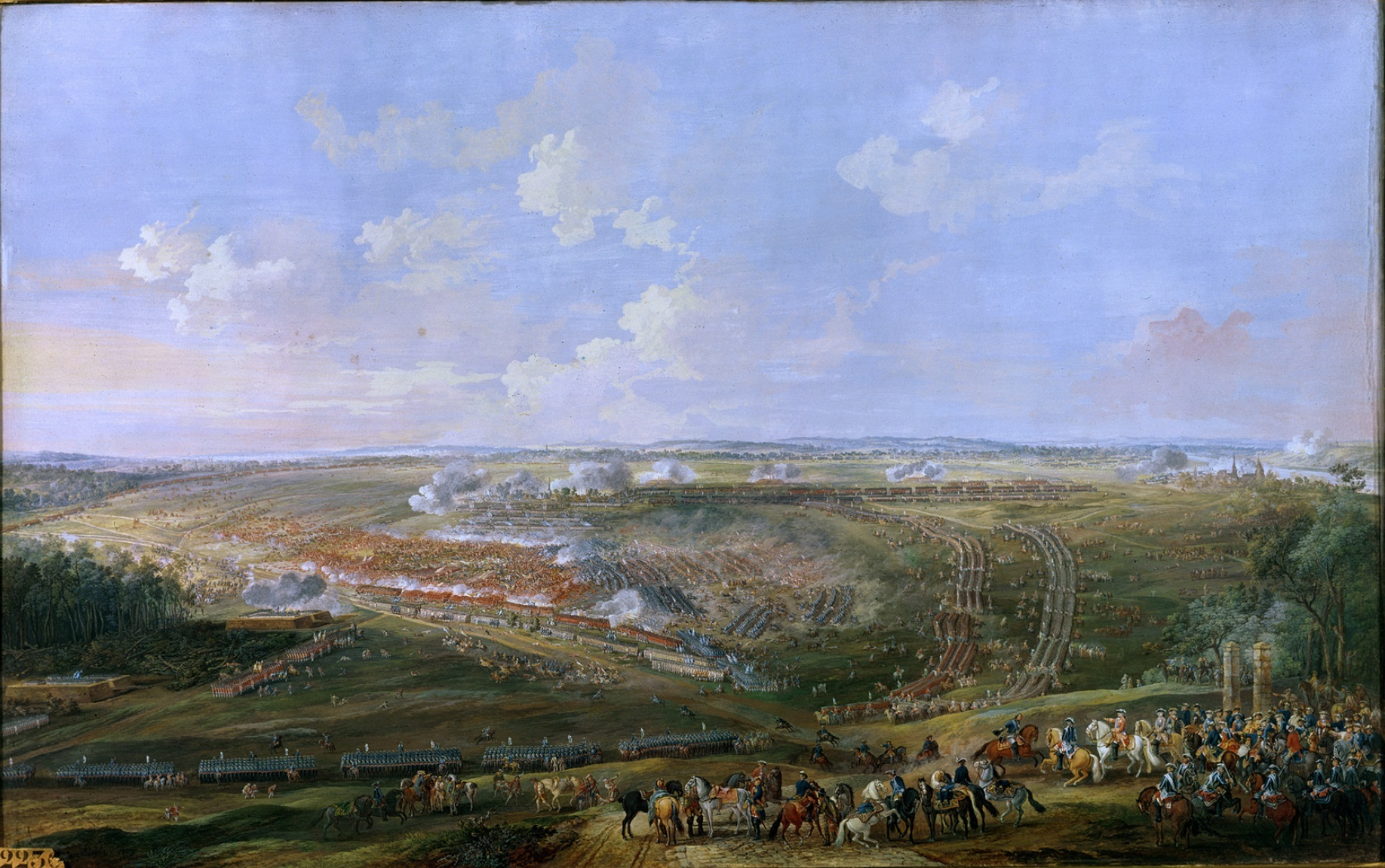
Bataille de Fontenoy, le 11 mai 1745, œuvre du peintre Louis-Nicolas Van Blarenberghe, 1779.
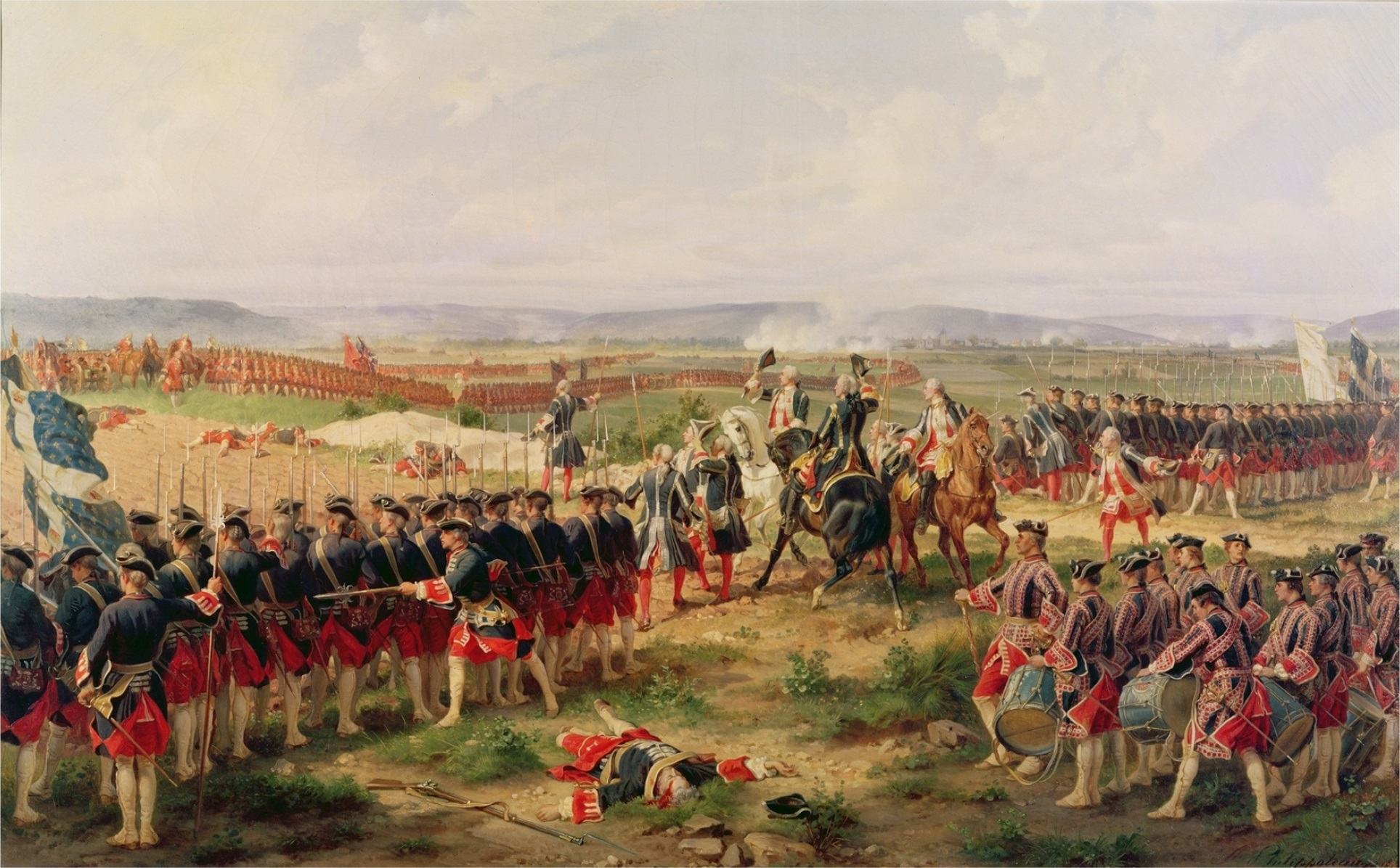
Bataille de Fontenoy Lord Charles Hay et Comte d'Anterroches : Messieurs les anglais tirez les premiers, œuvre du peintre  Henri Félix Emmanuel Philippoteaux, 1873.
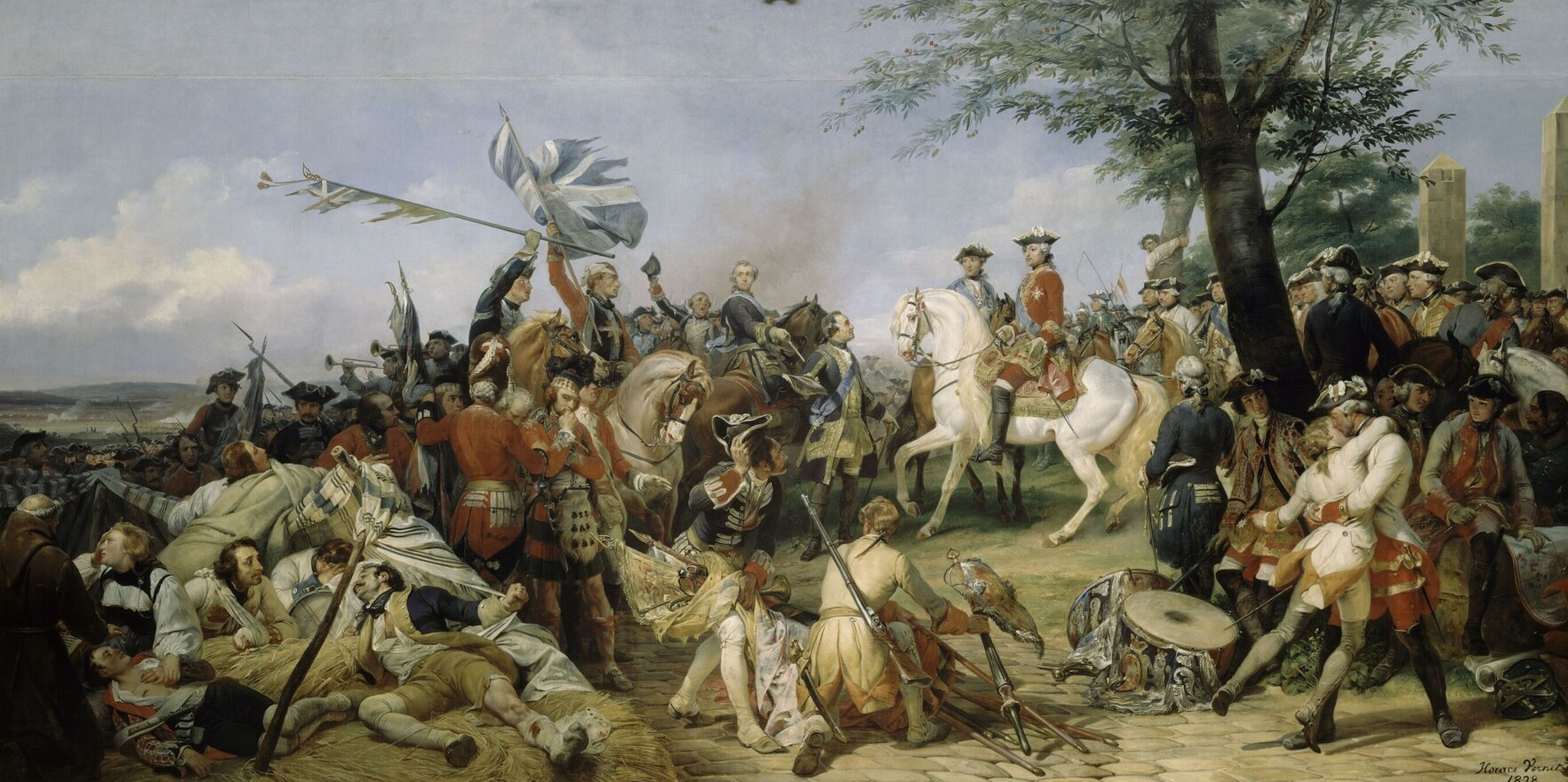
La bataille de Fontenoy, le 11 mai 1745, Horace Vernet, 1828.
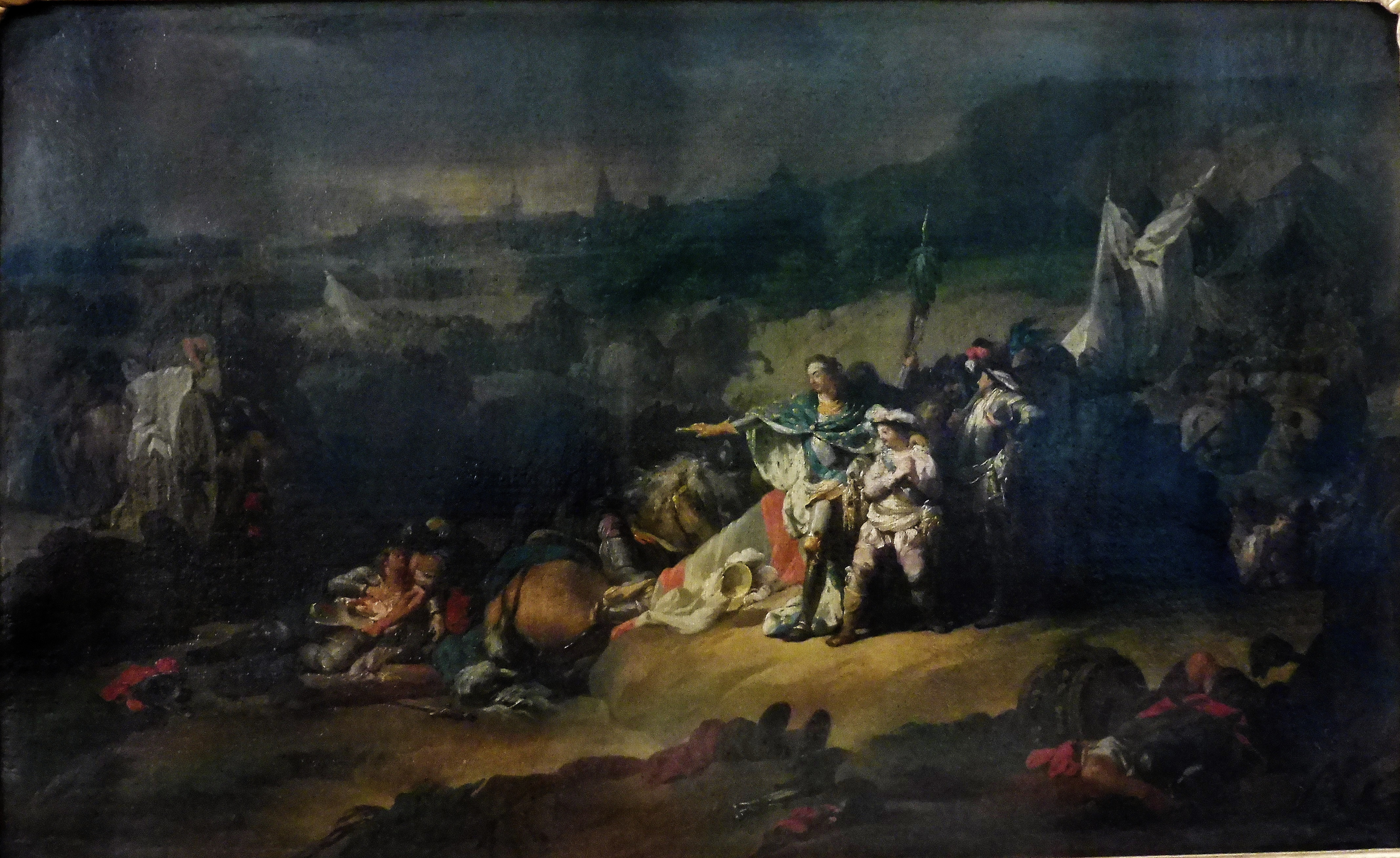
La bataille de Fontenoy, le 11 mai 1745, Louis XV montrant le champ de bataille au dauphin Louis-Ferdinand.

### Paix d'Aix-la-Chapelle
Après la victoire de Fontenoy, les troupes du roi de France s'emparèrent aisément de la ville de Tournai et en seulement deux années conquirent l'ensemble des Pays-Bas autrichiens.
Au terme de trois grandes batailles (Fontenoy, Raucoux et Lawfeld) et de 24 sièges de places dans les Pays-Bas autrichiens et le sud des Provinces-Unies, une paix fut signée le 18 octobre 1748, par le traité d'Aix-la-Chapelle. Voulant traiter « en roi et non en marchand », Louis XV rétrocéda toutefois toutes ses conquêtes autrichiennes sans contrepartie, à l'inverse du roi Frédéric II de Prusse qui conserva la Silésie, conquise sur l'Autriche en décembre 1740. Jugeant cette paix désastreuse, l'opinion publique en France critiqua amèrement le choix du monarque français et en conclut que les soldats français n'étaient finalement tombés sur les champs de bataille que pour le seul profit du roi Frédéric II. « Se battre pour le roi de Prusse » et « bête comme la paix » devinrent alors en France des maximes populaires.

## Monuments et commémorations

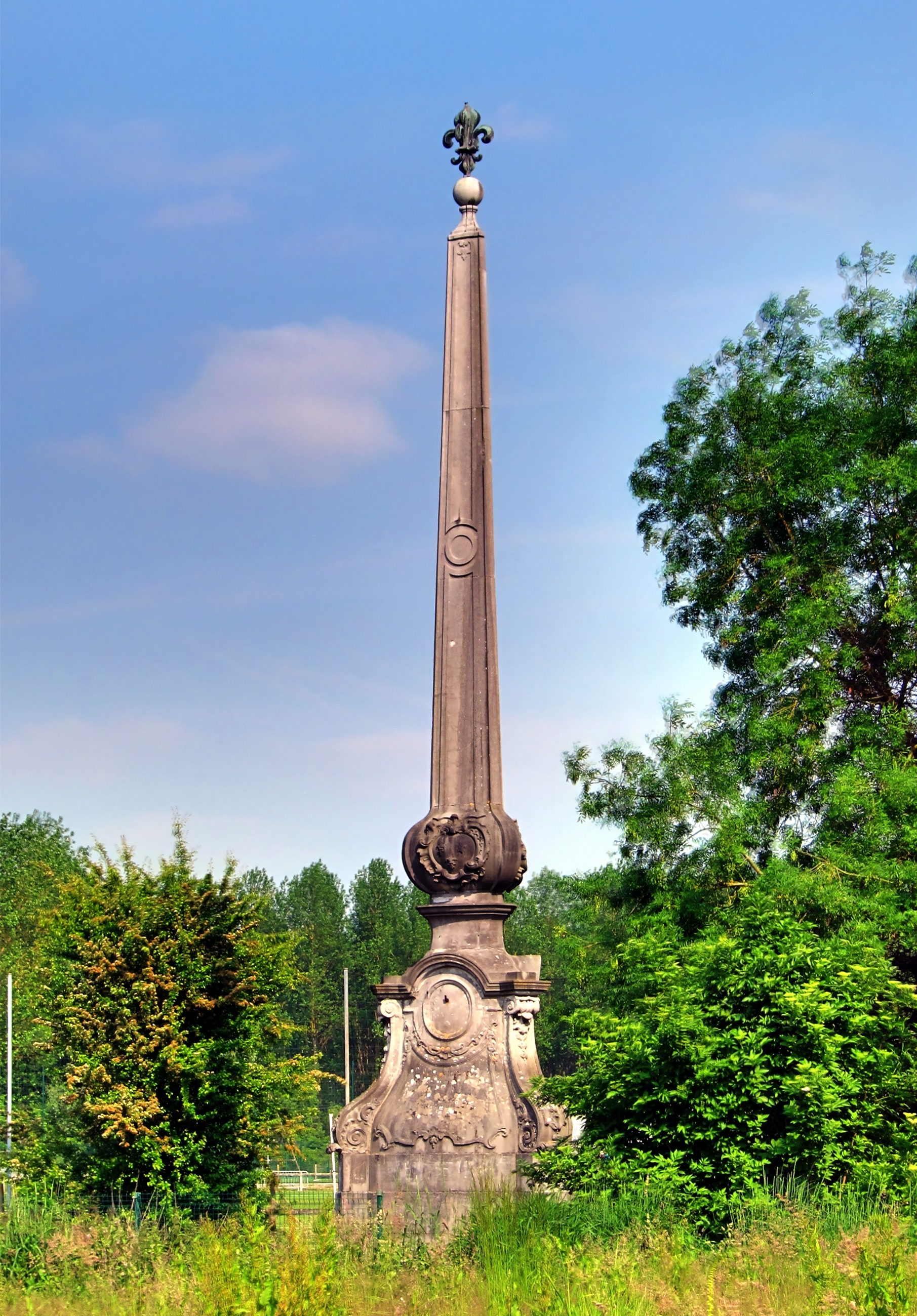
La pyramide de Fontenoy à Cysoing, classée monument historique depuis 1840.

### Monuments et plaques
a. En septembre 1750, la pyramide de Fontenoy (classée monument historique en 1840) a été érigée à Cysoing en commémoration du séjour de Louis XV à la veille de la première campagne de Flandre en mai 1744 ainsi qu'en souvenir de la bataille de Fontenoy qui eut lieu, un an plus tard, en mai 1745. Le monument fut inauguré le 24 mai 1751 en présence de Moreau de Séchelles, intendant de Flandre.
b. En 1902, une plaque de marbre commémorant le courage de la brigade irlandaise, don de M. Frank J. Sullivan, originaire de San Francisco, fut apposée sur le mur du cimetière de Fontenoy.
c. Le 25 août 1907, une croix celtique, offerte par une souscription de trois comités irlandais de Londres, Dublin et New York, fut inaugurée près de l'église de Fontenoy. Œuvre de l'architecte irlandais Anthony Scott, ce mémorial irlandais commémore le souvenir de la brigade irlandaise qui se distingua lors de la bataille de Fontenoy.
d. En 1967, une plaque, offerte par le 9e régiment de chasseurs parachutistes, héritier par tradition du régiment de Normandie-infanterie, fut placée sur le mur du cimetière de Fontenoy, commémorant le souvenir de son colonel, mort le 8 mai 1745 sous Tournai, et du régiment de Normandie qui s'illustra lors de la bataille.
e. En mai 1968, un monument commémoratif, fruit d'une souscription de l'armée française, fut inauguré à l'entrée du village de Vezon sur un terrain généreusement offert par la commune. Ce mémorial arbore les paroles du roi Louis XV au terme de la bataille : « Le sang de nos ennemis est toujours le sang des hommes. La vraie gloire est de l'épargner. »
f. La ville d'Antoing dont dépend le village de Fontenoy, ainsi que M. François Bels (1922-2013), directeur honoraire du lycée de Chièvres, et M. Willy Mahieu, bourgmestre d'Antoing de 1977 à 2006, furent à la base de la création le 11 mai 1989 de l'ASBL Fontenoy 1995.
g. En mai 1995, à l'initiative de l'ASBL Fontenoy 1745, la célébration du 250e anniversaire de la bataille regroupa sur le site les ambassadeurs de France, de Grande-Bretagne, d'Irlande et de Suisse. Sous l'égide de l'ASBL Le Tricorne, une exposition commémorative, intitulée Les Chemins de la gloire : de Tournai à Fontenoy fut également organisée en mai 1995 dans la Halle aux draps de Tournai. L'association Fontenoy 1995 est à l'origine de l'émission d'un timbre commun à la Belgique et l'Irlande.
h. En septembre 2000, sous l'égide de l'association Le Tricorne, un arbre mémorial et une plaque commémorant le souvenir du 250e anniversaire de la mort du maréchal de Saxe (1696-1750) furent inaugurés au centre du village de Vezon, à la fontaine du Plat d'Or à Vezon.
i. En mai 2005, un mémorial britannique, offert par une souscription des régiments britanniques, héritiers par tradition des unités qui combattirent à la bataille de Fontenoy, fut inauguré à Vezon. Ce monument, constitué d'une plaque de marbre gris reprenant la liste de ces régiments britanniques, fut conçu par l'association historique Le Tricorne et apposé sur un mur extérieur de l'église de Vezon.
j. Le dimanche 25 août 2007 fut célébré le 100e anniversaire de l'inauguration de la croix celtique de Fontenoy par l'association historique "Le Tricorne" en présence de M. Brian Nason, ambassadeur d'Irlande, de Paddy Bourke, Lord-Mayor de Dublin, de M. René Lemaire, Consul honoraire de France à Tournai, de M. Philippe Robert, Echevin de Tournai et de 7 descendants de l'architecte irlandais Anthony Scott.
k. En 2010, un mémorial-ossuaire, offert par la Ville d'Antoing en mémoire des soldats et officiers tués lors de la bataille de Fontenoy, a été érigé dans le cimetière de Fontenoy. Cet ossuaire rassemble les squelettes des corps trouvés lors de fouilles archéologiques entreprises lors de la construction de la sucrerie de Fontenoy en 1991-1992. Le texte de la plaque a été composé en collaboration avec l'ASBL Fontenoy 1745.

### Commémorations de la bataille
Depuis 1988, des commémorations sont traditionnellement organisées en mai à la croix celtique de Fontenoy (hommage à la brigade irlandaise) et au monument français de Vezon (hommage aux victimes). Ces commémorations sont placées sous le signe du souvenir, du respect de la mémoire et de l'union entre les peuples.